# Roshan Khan
Pour les articles homonymes, voir Khan (homonymie).
Roshan Khan, né le 26 novembre 1929 à Peshawar et mort le 6 janvier 2006 à Karachi est un joueur de squash représentant le Pakistan. Il est l'un des joueurs les plus en vue du début des années 1960, et remporte le British Open en 1957. Son fils Jahangir Khan est devenu le plus grand joueur de squash de tous les temps dans les années 1980.

## Biographie
En 1949, Roshan Khan est finaliste face à Hashim Khan lors de l'Open du Pakistan inaugural. Il remporte ce titre trois fois de suite entre 1951 et 1953.
En 1956, Roshan affronte Hashim dans la finale du British Open, considéré comme le véritable championnat du monde à l'époque, Hashim s'imposant 9-4,9-2,5-9,9-5. L'année suivante, ils s'affrontent à nouveau en finale du British Open, et Roshan remporte le titre 6-9,9-5,9-2,9-1 pour mettre fin au règne de six années de Hashim. Roshan dispute une troisième finale du British Open en 1960, lorsqu'il perd face à Azam Khan 9-1,9-0 et 9-0.
Roshan Khan remporte également les Internationaux des États-Unis à trois reprises et l'Omnium canadien à deux reprises.
Roshan a eu trois fils : Torsam Khan, Hassan Khan et Jahangir Khan; Torsam et Jahangir ont été préparés par Roshan Khan pour devenir les meilleurs joueurs de squash internationaux. Torsam atteint le 13e rang au classement mondial en 1979, lorsqu'il meurt d'une crise cardiaque alors qu'il jouait un match de tournoi en Australie à l'âge de 27 ans. Après la mort de Torsam, Jahangir songe à abandonner le jeu, mais décide de poursuivre une carrière dans le sport en hommage à son frère. Il atteint ensuite des sommets sans précédent dans le jeu, remportant dix titres du British Open, six titres de champion du monde et établissant un record de 555 matchs victorieux sur plus de cinq années.
Il est le frère de Nasrullah Khan et l'oncle de Rehmat Khan. Roshan est le cousin des deux autres joueurs pakistanais de son temps, les frères Hashim Khan et Azam Khan. Il était également lié à eux par le mariage - le beau-frère de Roshan est marié à la sœur de Hashim et d'Azam.
Roshan Khan meurt le 6 janvier 2006 à Karachi.

## Palmarès

### Titres
- British Open : 1957
- United States Open Championship : 3 titres (1958, 1959, 1961)

### Finales
- British Open : 2 finales (1956, 1960)
- United States Open Championship : 2 finales (1957, 1962)